# Nairobi
Nairobi je grad-provincija u Keniji i njena prijestolnica. Leži na istoimenoj rijeci, 140 km južno od ekvatora, na 1661 metar nadmorske visine. S 2.948.109 stanovnika (2006.) uvjerljivo je najveći grad Kenije,  i jedan od najvećih gradova Istočne Afrike.
Naziv "Nairobi" dolazi iz masai jezika i znači "mjesto hladnih vodâ". Godine 1899. osnovale su ga britanske kolonijalne vlasti kao postaju na željezničkoj pruzi Mombasa - Uganda. Godine 1907. postao je glavnim gradom Britanske Istočne Afrike, a od 1963. je prijestolnica neovisne Kenije. Tijekom kolonijalnog razdolja bio je središte industrije kave, čaja i sisal vlakana.
Danas je Nairobi financijski i politički jedan od najutjecajnijih gradova Afrike. U njemu svoje sjedište imaju mnoge tvrtke i organizacije, uključujući i glavni stožer UN-a u Africi te svjetski stožer UNEP-a (UN-ovog programa za okoliš). Burza u Nairobiju je među većima u Africi, četvrta prema prometu i kapaciteta od 10 milijuna transakcija dnevno.
Oko 20 km od centra grada nalazi se međunarodna zračna luka Jomo Kenyatta, koja ima godišnji promet od oko 5 milijuna putnika.

## Gradovi prijatelji
- Denver, SAD

## Vanjske poveznice
- Službena stranica  Arhivirana inačica izvorne stranice od 8. svibnja 2007. (Wayback Machine) (engl.)

### Ostali projekti
|  | Zajednički poslužitelj ima još gradiva o temi Nairobi |